# Suzuki Advanced Cooling System
Le système de refroidissement avancé Suzuki (Suzuki Advanced Cooling System ou SACS) a été développé par l'ingénieur Etsuo Yokouchi au début des années 1980 chez Suzuki. Le système a été largement utilisé sur les modèles de moto GSXR de 1985 à 1992. Suzuki a continué à utiliser le système dans ses gammes GSF (Bandit) et GSX (GSX-F, GSX1400, Inazuma) jusqu'à l'année modèle 2006, et sur le DR650 de 1990 à aujourd'hui. Les moteurs utilisant le système SACS étaient généralement considérés comme très durables.

## Développement
Tout en résolvant les problèmes de fiabilité de la seule moto turbocompressée de Suzuki, la XN85, le système SACS a été conçu par Etsuo Yokouchi, qui s'est inspiré des avions de la Seconde Guerre mondiale. Comme les motos refroidies par air, les moteurs radiaux utilisés dans de nombreux premiers avions souffraient de problèmes de chaleur et de fiabilité. Pour surmonter ces problèmes, les ingénieurs aéronautiques utilisaient souvent des jets d'huile dirigés vers le bas des pistons d'un moteur pour évacuer l'excès de chaleur. Suivant leur exemple, Yokouchi a décidé d'appliquer l'approche aux motos Le résultat a été un succès.
Lorsque la GSXR est entrée en développement, Suzuki s'est fixé un objectif de 100 chevaux pour un moteur de 750cm3. En raison de problèmes connus liés à la chaleur dans les moteurs refroidis par air à haute puissance, Suzuki a déterminé que le refroidissement par air seul ne serait pas suffisant. Par conséquent, le système SACS a été appliqué à la conception de la moto et a finalement été transféré à tous les GSXR. Le moteur GSX-R SACS final est apparu sur la Suzuki GSX-R1100 en 1992, les motos ultérieures étant équipées d'un refroidissement par eau.

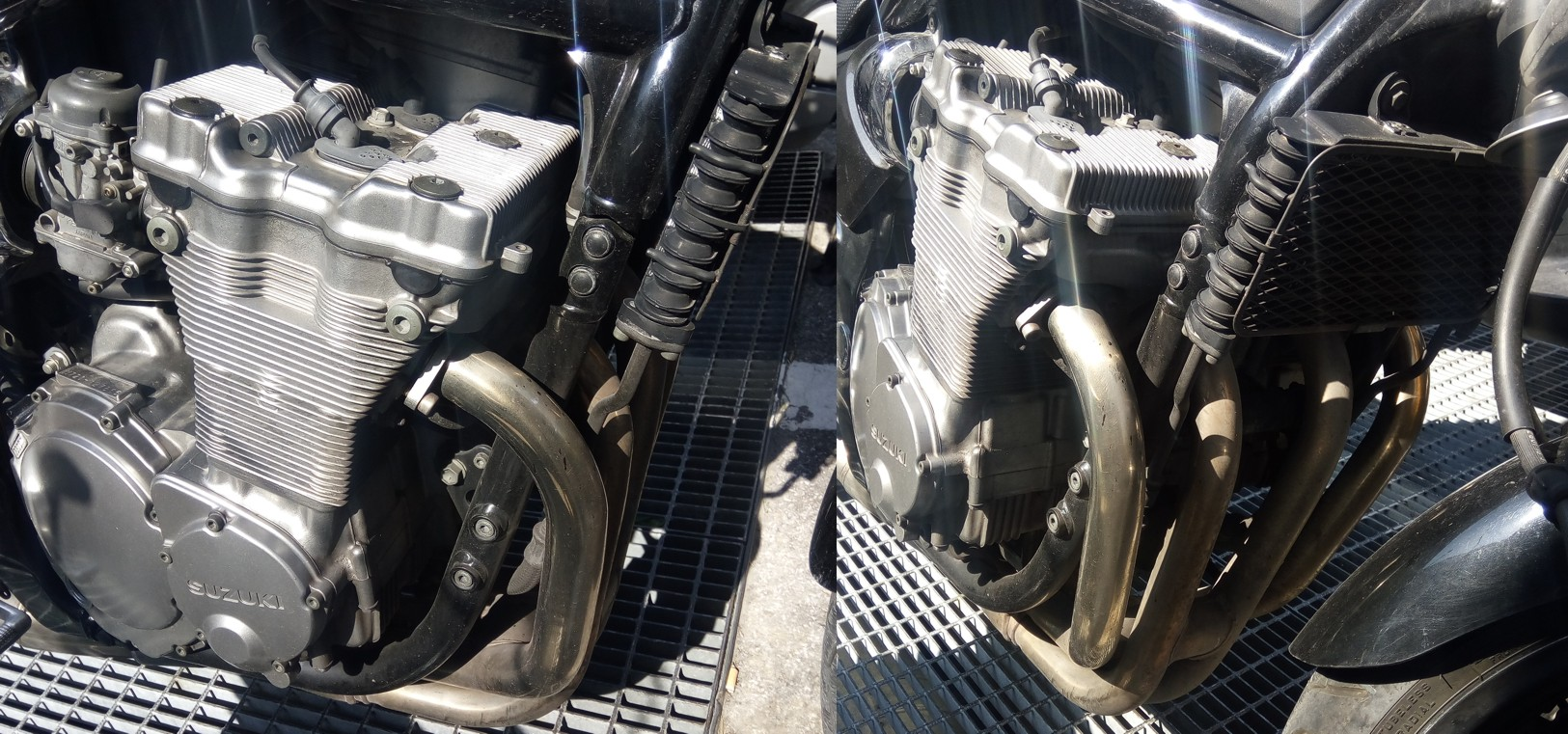
Moto Suzuki avec système SACS

## Mécanique
Le système SACS utilise des volumes élevés d'huile moteur sur des points stratégiques du moteur, comme le haut de la chambre de combustion, et qui ne sont généralement pas bien servis par le refroidissement par air seul. Afin de fournir suffisamment d'huile pour le refroidissement et la lubrification, le système utilise une pompe à huile à double chambre, utilisant le côté haute pression pour la lubrification des pièces (vilebrequin, bielles, soupapes), tandis que la basse pression fournit de l'huile au circuit de refroidissement et de filtrage. L'huile élimine la chaleur des pièces chaudes du moteur par contact direct, est pompée et ensuite acheminée à travers le filtre à huile, suivie d'un acheminement à travers un refroidisseur d'huile avant d'être renvoyée dans le carter principal.